# Spiroctenus
Spiroctenus is een spinnengeslacht in de taxonomische indeling van de bruine klapdeurspinnen (Nemesiidae).
Spiroctenus werd in 1889 beschreven door Simon.

## Soorten
Spiroctenus omvat de volgende soorten:
- Spiroctenus armatus Hewitt, 1913
- Spiroctenus broomi Tucker, 1917
- Spiroctenus cambierae (Purcell, 1902)
- Spiroctenus coeruleus Lawrence, 1952
- Spiroctenus collinus (Pocock, 1900)
- Spiroctenus curvipes Hewitt, 1919
- Spiroctenus exilis Lawrence, 1938
- Spiroctenus flavopunctatus (Purcell, 1903)
- Spiroctenus fossorius (Pocock, 1900)
- Spiroctenus fuligineus (Pocock, 1902)
- Spiroctenus gooldi (Purcell, 1903)
- Spiroctenus inermis (Purcell, 1902)
- Spiroctenus latus Purcell, 1904
- Spiroctenus lightfooti (Purcell, 1902)
- Spiroctenus lignicola Lawrence, 1937
- Spiroctenus londinensis Hewitt, 1919
- Spiroctenus marleyi Hewitt, 1919
- Spiroctenus minor (Hewitt, 1913)
- Spiroctenus pallidipes Purcell, 1904
- Spiroctenus pardalina (Simon, 1903)
- Spiroctenus pectiniger (Simon, 1903)
- Spiroctenus personatus Simon, 1889
- Spiroctenus pilosus Tucker, 1917
- Spiroctenus punctatus Hewitt, 1916
- Spiroctenus purcelli Tucker, 1917
- Spiroctenus sagittarius (Purcell, 1902)
- Spiroctenus schreineri (Purcell, 1903)
- Spiroctenus spinipalpis Hewitt, 1919
- Spiroctenus tricalcaratus (Purcell, 1903)
- Spiroctenus validus (Purcell, 1902)